# Grete Berger
Grete Berger, nata Margarethe Berg (Krnov, 11 febbraio 1883 – Auschwitz, 24 maggio 1944), è stata un'attrice tedesca.

## Filmografia parziale
- Evinrude, regia di Stellan Rye (1913)
- Der Verführte, registi vari (1913)
- Lo studente di Praga (Der Student von Prag), regia di Hanns Heinz Ewers e Stellan Rye (1913)
- Ein Sommernachtstraum in unserer Zeit, regia di Stellan Rye (1914)
- Destino (Der müde Tod), regia di Fritz Lang (1921)
- Il dottor Mabuse (Dr. Mabuse, der Spieler), regia di Fritz Lang (1922)
- Fantasma (Phantom), regia di F.W. Murnau (1922)
- Der steinerne Reiter, regia di Fritz Wendhausen (1923)
- I Nibelunghi: Sigfrido (Die Nibelungen: Siegfried), regia di Fritz Lang (1924)
- I Nibelunghi: La vendetta di Crimilde (Die Nibelungen: Kriemhilds Rache), regia di Fritz Lang (1924)
- Metropolis, regia di Fritz Lang (1927) - non accreditata
- L'inafferrabile (Spione), regia di Fritz Lang (1928) - non accreditata
- Terra senza donne (Das Land ohne Frauen), regia di Carmine Gallone (1929)